# Dinarthrum longiplicatum
Dinarthrum longiplicatum är en nattsländeart som beskrevs av Martynov 1913. Dinarthrum longiplicatum ingår i släktet Dinarthrum och familjen kantrörsnattsländor. Inga underarter finns listade i Catalogue of Life.